# Ривольта, Этторе
Этторе Ривольта (итал. Ettore Rivolta, 3 сентября 1904, Милан — 17 октября 1977, Милан) — итальянский легкоатлет, выступавший в спортивной ходьбе. Участник летних Олимпийских игр 1932 и 1936 годов, бронзовый призёр чемпионата Европы 1934 года.

## Биография
Этторе Ривольта родился 3 сентября 1904 года в итальянском городе Милан.
Выступал в легкоатлетических соревнованиях за «Коменсе» и «Муссолини Милано». Пять раз становился чемпионом Италии в ходьбе на 50 км (1931, 1934—1936, 1939).
В 1932 году вошёл в состав сборной Италии на летних Олимпийских играх в Лос-Анджелесе. Занял 5-е место в ходьбе на 50 км, показав результат 5 часов 7 минут 39 секунд и уступив 17 минут 29 секунд победителю Томми Грину из Великобритании.
В 1934 году завоевал бронзовую медаль в ходьбе на 50 км на чемпионате Европы в Турине, показав результат 4:54.05,4 и уступив 4 минуты 12,8 секунды выигравшему золото Янису Далиньшу из Латвии.
В 1936 году вошёл в состав сборной Италии на летних Олимпийских играх в Берлине. Занял 12-е место в ходьбе на 50 км, показав результат 4:48.47,0 и уступив 17 минут 52,7 секунды победителю Харольду Уитлоку из Великобритании.
Умер в октябре 1977 года.

## Личный рекорд
- Ходьба на 50 км — 4:35.53 (1935)